# 2-(2-Pyridyl)ethanol
2-(2-Pyridyl)ethanol ist eine chemische Verbindung aus der Gruppe der Stickstoffheterocyclen und Alkohole.

## Gewinnung und Darstellung
2-(2-Pyridyl)ethanol kann durch Reaktion von 2-Methylpyridin mit Paraformaldehyd in Gegenwart eines Katalysators wie Benzoesäure, Chloressigsäure oder Essigsäure gewonnen werden.

## Eigenschaften
2-(2-Pyridyl)ethanol ist eine brennbare, schwer entzündbare, hygroskopische, gelbbraune Flüssigkeit, die mischbar mit Wasser ist.

## Verwendung
2-(2-Hydroxyethyl)pyridin ist ein Metabolit des Medikaments Betahistin. Es wird für den Carboxylschutz von Aminosäuren verwendet.